# NHL 14

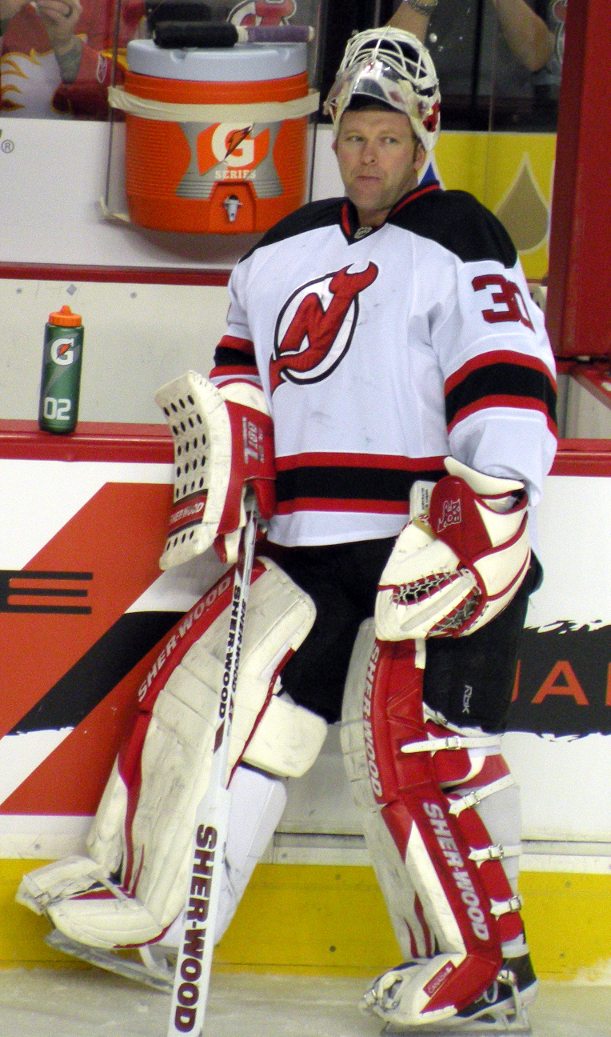
Martin Brodeur i New Jersey Devils medverkar på spelets omslag.

NHL 14 är ett TV-spel till Playstation 3 och Xbox 360 utvecklad av EA Canada. Vilken spelare som skulle vara med på spelets omslag avgjordes i en omröstning, målvakterna Martin Brodeur i New Jersey Devils och Sergej Bobrovskij i Columbus Blue Jackets var finalister i omröstningen, vinnaren meddelades efter Stanley Cup-finalerna 2013, det blev Martin Brodeur som vinnare. Det är första gången sedan NHL 97 en målvakt medverkade på omslaget i spelserien då det var John Vanbiesbrouck som var på bilden. 14 december 2013 släpptes specialutgåvor i Sverige med spelare från Svenska hockeyligan på omslaget efter omröstningar, spelare som fick vara med blev William Karlsson i HV71, Mattias Janmark i AIK Ishockey, Patrik Hersley i Leksands IF, Linus Klasen i Luleå HF och Dick Axelsson i Frölunda HC.

## Nya funktioner
Spelets försvarsspel och tacklingar har förändrats och fått en ny standard. True Performance förnyas med finterna och dekes i spelet med hjälp av en knapptryckning så man ska slippa använda båda spakarna och tappa fart när man fintar. Ett nytt slagsmålsystem introduceras baserad på spelsereien Fight Night.

## Spelarlägen
- Live the Life Mode - En utökat version av Be a Pro, till skillnad från föregångarna påverkar spelarens utveckling av olika intervjuer och sponsoravtal.
- HUT & EASHL Online Seasons - öppen serie introduceras i spelarlägena Hockey Ultimate Team och EA SPORTS Hockey League.
- NHL '94 Jubileumsläget (NHL '94 Anniversary) - Moderniserad version av NHL 94.

## Ligor
- NHL
- AHL
- CHL
- SHL
- Extraliga
- FM-ligan
- Deutsche Eishockey Liga
- Nationalliga A
- Landslag

## Nya lag
- North Bay Battalion (OHL)
- Utica Comets (AHL)
- Iowa Wilds (AHL)
- Örebro HK (SHL)
- Leksands IF (SHL)
- Lausanne HC (Nationalliga A)

## Soundtrack
| Artist                      | Sång                             |
| --------------------------- | -------------------------------- |
| Airbourne                   | "Live It Up"                     |
| Biffy Clyro                 | "Modern Magic Formula"           |
| Black Rebel Motorcycle Club | "Let the Day Begin"              |
| Black Veil Brides           | "In the End"                     |
| Buckcherry                  | "Gluttony"                       |
| Bullet For My Valentine     | "Riot"                           |
| Dropkick Murphys            | "The Boys are Back (NHL 14 Mix)" |
| Hanni El Khatib             | "Family"                         |
| Heaven's Basement           | "Fire, Fire"                     |
| New Politics                | "Harlem"                         |
| Rise Against                | "Lanterns"                       |
| Soundgarden                 | "Been Away Too Long"             |
| Wolfmother                  | "Joker & the Thief"              |

| Mottagande      | Mottagande                     |
| Samlingsbetyg   | Samlingsbetyg                  |
| Tjänst          | Betyg                          |
| --------------- | ------------------------------ |
| Gamerankings    | 84.27% (Xbox 360) 80.88% (PS3) |
| Recensionsbetyg |                                |
| Publikation     | Betyg                          |
| Gamespot        | 6.0/10                         |
| IGN             | 8.3/10                         |
| Gamereactor     | 9/10                           |
| FZ              | 4/5                            |